# 江福利
江福利（1909年—1984年），男，安徽安庆人，中国林学家，曾任中国林学会理事，第三届全国人大代表，第五、六届全国政协委员。